# Panoramic View of Granite Canyon
Pour plus de détails, voir Fiche technique et Distribution.
Panoramic View of Granite Canyon est un très court film documentaire américain réalisé par Harry Buckwalter et sorti en 1902.
Produit par la Selig Polyscope Company, le film montre, en suivant la Colorado Midland road, les paysages de la partie la plus spectaculaire du Granite Canyon, situé dans les montagnes Rocheuses, à quarante miles à l'ouest de Colorado Springs. À cet endroit, la rivière Platte a creusé un passage étroit à travers les murs de granit massifs, et le film permet de se rendre compte des difficultés techniques rencontrées pour la construction d'une route à travers un étroit canyon.

## Fiche technique
- Titre : Panoramic View of Granite Canyon
- Réalisation : Harry Buckwalter
- Scénario :
- Photographie :
- Montage :
- Producteur : William Selig
- Société de production : Selig Polyscope Company
- Société de distribution : Selig Polyscope Company
- Pays d'origine :  États-Unis
- Langue : film muet avec les intertitres en anglais
- Format : Noir et blanc — 35 mm — 1,33:1 — Muet
- Genre : Film documentaire
- Durée :
- Date de sortie :
  -  États-Unis : novembre 1902